# 다카라즈카 가극단 54기생
다카라즈카 가극단 54기생은 1966년에 다카라즈카 음악학교에 입학, 1968년에 졸업, 다카라즈카 가극단에 입단하여 「마이 아이돌」로 초무대를 밟은 59명을 가리킨다.

## 개요
이 기수에는 치쿠젠 비파 연주가 우에하라 마리 (전 하나구미 톱여역), 가극단 안무가 쇼 스미레, 신죠 마유미, 배우 준 미츠키 (전 하나구미 톱스타), 나오 히로키 (전 호시구미 여역), 야시로 코우 (전 전과 여역), 리츠 토모미 (1997 ~ 2002년 츠키구미 조장, 전 전과 남역) 등이 입단하였다.

## 일람
| 예명            | 생일      | 출신지                     | 출신 학교                              | 예명의 유래                                     | 애칭             | 역할 | 퇴단년도 | 비고 |
| --------------- | --------- | -------------------------- | -------------------------------------- | ----------------------------------------------- | ---------------- | ---- | -------- | --- |
| 愛扇由利江      | 5월 14일  | 도쿄도                     | 토이타가쿠엔                           | 지인이 명명                                     | 미도리짱         |      | 1970년   | |
| 아이센 유리에   | 5월 14일  | 도쿄도                     | 토이타가쿠엔                           | 지인이 명명                                     | 미도리짱         |      | 1970년   | |
| 県英巳          | 9월 20일  | 도쿄도 치요다구            | 케이센죠가쿠인                         | 존경하는 상급생이 명명                          | 에미코           |      | 1976년   | |
| 아가타 에미     | 9월 20일  | 도쿄도 치요다구            | 케이센죠가쿠인                         | 존경하는 상급생이 명명                          | 에미코           |      | 1976년   | |
| 亜城てる美      | 7월 12일  | 카나가와현 요코하마시      | 후렌도가쿠엔 고등부                    | 자신이 고안                                     | 미도리짱         |      | 1971년   | |
| 아키 테루미     | 7월 12일  | 카나가와현 요코하마시      | 후렌도가쿠엔 고등부                    | 자신이 고안                                     | 미도리짱         |      | 1971년   | |
| 秋月みさを      | 2월 2일   | 도쿄도                     | 쇼와여자대학부속고등학교               | 자신이 고안                                     | 리코             |      | 1971년   | |
| 아키즈키 미사오 | 2월 2일   | 도쿄도                     | 쇼와여자대학부속고등학교               | 자신이 고안                                     | 리코             |      | 1971년   | |
| 秋宮さゆり      | 3월 14일  | 도쿄도                     | 릿쇼가쿠엔                             | 할아버지가 명명                                 | 하-짱            |      | 1973년   | |
| 아키미야 사유리 | 3월 14일  | 도쿄도                     | 릿쇼가쿠엔                             | 할아버지가 명명                                 | 하-짱            |      | 1973년   | |
| 朝吹百重        | 2월 15일  | 도쿄도                     | 덴엔쵸후고등학교                       | 어머니와 고안                                   | 와카, 하루코짱   |      | 1971년   | |
| 아사부키 모모에 | 2월 15일  | 도쿄도                     | 덴엔쵸후고등학교                       | 어머니와 고안                                   | 와카, 하루코짱   |      | 1971년   | |
| 安里梢          | 4월 25일  | 효고현 고베시 나다구       | 쇼인죠가쿠인                           | 평안한 시골에 우듬지가 무성하듯이               | 안짱             |      | 1976년   | 일본무용 藤間緑治                                                                                                |
| 안리 코즈에     | 4월 25일  | 효고현 고베시 나다구       | 쇼인죠가쿠인                           | 평안한 시골에 우듬지가 무성하듯이               | 안짱             |      | 1976년   | 일본무용 藤間緑治                                                                                                |
| 上原まり        | 5월 23일  | 효고현 고베시 후키아이구   | 미나토가와고등학교                     | 성은 배우 우에하라 미사, 이름은 친구에게서 따옴 | 요-코짱          | 여역 | 1981년   | 비파 연주자 시바타 쿄우엔 엄마 시바타 쿄우도                                                                     |
| 우에하라 마리   | 5월 23일  | 효고현 고베시 후키아이구   | 미나토가와고등학교                     | 성은 배우 우에하라 미사, 이름은 친구에게서 따옴 | 요-코짱          | 여역 | 1981년   | 비파 연주자 시바타 쿄우엔 엄마 시바타 쿄우도                                                                     |
| 雲珠さ久ら      | 1월 1일   | 효고현 니시노미야시        | 소노다가쿠엔 고등부                    | 요곡 「鞍馬」                                   | 노다짱           |      | 1973년   | |
| 우즈 사쿠라     | 1월 1일   | 효고현 니시노미야시        | 소노다가쿠엔 고등부                    | 요곡 「鞍馬」                                   | 노다짱           |      | 1973년   | |
| 江夏淳          | 4월 20일  | 카나가와현 요코하마시      | 카리타스가쿠엔                         |                                                 | 사부짱           |      | 1979년   | |
| 에나츠 준       | 4월 20일  | 카나가와현 요코하마시      | 카리타스가쿠엔                         |                                                 | 사부짱           |      | 1979년   | |
| 扇はるみ        | 1월 1일   | 오사카부 오사카시          | 바이카가쿠엔                           | 출신지                                          | 타에짱, 타-코    |      | 1971년   | |
| 오오기 하루미   | 1월 1일   | 오사카부 오사카시          | 바이카가쿠엔                           | 출신지                                          | 타에짱, 타-코    |      | 1971년   | |
| 丘月美登        | 10월 31일 | 도쿄도                     | 야마와키가쿠엔                         | 가족이 고안                                     | 베루짱           |      | 1972년   | |
| 오카즈키 요시코 | 10월 31일 | 도쿄도                     | 야마와키가쿠엔                         | 가족이 고안                                     | 베루짱           |      | 1972년   | |
| 片瀬千帆        | 11월 23일 | 도쿄도                     | 토요에이와죠가쿠인                     | 모리 타케토미가 명명                            | 얏짱             |      | 1974년   | |
| 카타세 치호     | 11월 23일 | 도쿄도                     | 토요에이와죠가쿠인                     | 모리 타케토미가 명명                            | 얏짱             |      | 1974년   | |
| 上條あきら      | 4월 17일  | 고치현 토사시              | 토사여자고등학교                       | 만화 「みそっかす」에서 어머니와 상담           | 챠코             | 남역 | 1983년   | 칸사이 예능 아카데미 주재・이사 2014년 11월 23일 사망                                                            |
| 카미죠 아키라   | 4월 17일  | 고치현 토사시              | 토사여자고등학교                       | 만화 「みそっかす」에서 어머니와 상담           | 챠코             | 남역 | 1983년   | 칸사이 예능 아카데미 주재・이사 2014년 11월 23일 사망                                                            |
| 久美かおる      | 10월 13일 | 도쿄도 코토구              | 오오츠마고등학원                       |                                                 | 오니시           |      | 1977년   | 동생 쿠미 마리 (58) 남편 쿠노 야스시                                                                             |
| 쿠미 카오루     | 10월 13일 | 도쿄도 코토구              | 오오츠마고등학원                       |                                                 | 오니시           |      | 1977년   | 동생 쿠미 마리 (58) 남편 쿠노 야스시                                                                             |
| 高ひづる        | 7월 7일   | 오이타현                   | 오사카부립오기마치고등학교             | 태양처럼 높이 뜨듯, 어머니가 명명               | 앗코             | 여역 | 2006년   | |
| 코우 히즈루     | 7월 7일   | 오이타현                   | 오사카부립오기마치고등학교             | 태양처럼 높이 뜨듯, 어머니가 명명               | 앗코             | 여역 | 2006년   | |
| 糀夏伎          | 3월 8일   | 효고현 고베시              | 야마테가쿠엔                           | 糀屋の舞                                        | 미와코, 미와짱   |      | 1970년   | |
| 코우지 나츠키   | 3월 8일   | 효고현 고베시              | 야마테가쿠엔                           | 糀屋の舞                                        | 미와코, 미와짱   |      | 1970년   | |
| 幸美いつき      | 9월 7일   | 도쿄도                     | 릿쿄죠가쿠인                           | 마츠모토 코시로가 명명                          | 챠-              |      | 1973년   | |
| 코우미 이츠키   | 9월 7일   | 도쿄도                     | 릿쿄죠가쿠인                           | 마츠모토 코시로가 명명                          | 챠-              |      | 1973년   | |
| 甲山みき        | 1월 24일  | 도쿄도                     | 여자미술대학부속고등학교               |                                                 | 칸베, 쿠-짱      |      | 1975년   | |
| 코우야마 미키   | 1월 24일  | 도쿄도                     | 여자미술대학부속고등학교               |                                                 | 칸베, 쿠-짱      |      | 1975년   | |
| 越路ひかる      | 9월 26일  | 이시카와현 카나자와시      | 킨죠고등여학교                         | 출신지에서 따옴                                 | 피라짱           |      | 1969년   | |
| 코시지 히카루   | 9월 26일  | 이시카와현 카나자와시      | 킨죠고등여학교                         | 출신지에서 따옴                                 | 피라짱           |      | 1969년   | |
| 冴月渉          | 5월 25일  | 도쿄도                     | 여자학원                               | 달이 맑아지다                                   | 타지             |      | 1974년   | |
| 사에즈키 쇼     | 5월 25일  | 도쿄도                     | 여자학원                               | 달이 맑아지다                                   | 타지             |      | 1974년   | |
| 沢かをり        | 1월 13일  | 이시카와현                 | 호쿠리쿠가쿠인                         | 존경하는 사람이 명명                            | 시게짱           |      | 1975년   | |
| 사와 카오리     | 1월 13일  | 이시카와현                 | 호쿠리쿠가쿠인                         | 존경하는 사람이 명명                            | 시게짱           |      | 1975년   | |
| 汐見里佳        | 8월 16일  | 후쿠오카현 미이군          | 후쿠오카시립여자고등학교               | 어머니가 명명                                   | 맛치-            | 남역 | 1981년   | |
| 시오미 리카     | 8월 16일  | 후쿠오카현 미이군          | 후쿠오카시립여자고등학교               | 어머니가 명명                                   | 맛치-            | 남역 | 1981년   | |
| 順みつき        | 3월 4일   | 효고현 이타미시            | 시오하라여자고등학교                   | 순풍만범 본명                                   | 밋키-            | 남역 | 1983년   | 2018년 4월 17일 사망                                                                                             |
| 준 미츠키       | 3월 4일   | 효고현 이타미시            | 시오하라여자고등학교                   | 순풍만범 본명                                   | 밋키-            | 남역 | 1983년   | 2018년 4월 17일 사망                                                                                             |
| 尚すみれ        | 10월 25일 | 효고현 다카라즈카시        | 무코가와가쿠인                         | 본명                                            | 스미레           |      | 1985년   | 일본무용 花柳萩尚 엄마 타마카와 키요코 (16) 숙모 마키 요코 (21) 숙모 카스미 치에코 (27) 다카라즈카 가극단 안무가 |
| 쇼 스미레       | 10월 25일 | 효고현 다카라즈카시        | 무코가와가쿠인                         | 본명                                            | 스미레           |      | 1985년   | 일본무용 花柳萩尚 엄마 타마카와 키요코 (16) 숙모 마키 요코 (21) 숙모 카스미 치에코 (27) 다카라즈카 가극단 안무가 |
| 城千景          | 5월 28일  | 도쿄도                     | 시라유리가쿠엔                         | 나카무라 센쟈쿠 부부가 명명                     | 치에코짱         |      | 1968년   | |
| 죠 치카게       | 5월 28일  | 도쿄도                     | 시라유리가쿠엔                         | 나카무라 센쟈쿠 부부가 명명                     | 치에코짱         |      | 1968년   | |
| 昇路みちる      | 12월 17일 | 오사카부 오사카시          | 와카야마신아이여자단기대학부속고등학교 | 본명                                            | 미치루           |      | 1980년   | |
| 쇼지 미치루     | 12월 17일 | 오사카부 오사카시          | 와카야마신아이여자단기대학부속고등학교 | 본명                                            | 미치루           |      | 1980년   | |
| 白河かほる      | 12월 14일 | 오사카부                   | 코카죠시가쿠엔                         | 지인이 명명                                     | 에치코           |      | 1971년   | 남편 마이에 히로미                                                                                               |
| 시라카와 카오루 | 12월 14일 | 오사카부                   | 코카죠시가쿠엔                         | 지인이 명명                                     | 에치코           |      | 1971년   | 남편 마이에 히로미                                                                                               |
| 新城まゆみ      | 5월 14일  | 효고현 아마가사키시        | 아마가사키시립히가시고등학교           |                                                 | 카메             | 남역 | 1986년   | 일본무용 花柳楽鳳                                                                                                |
| 신죠 마유미     | 5월 14일  | 효고현 아마가사키시        | 아마가사키시립히가시고등학교           |                                                 | 카메             | 남역 | 1986년   | 일본무용 花柳楽鳳                                                                                                |
| 関守ちどり      | 9월 27일  | 효고현 아마가사키시        | 쇼인여자학원                           | 백인일수                                        | 테루코           |      | 1971년   | |
| 세키모리 치도리 | 9월 27일  | 효고현 아마가사키시        | 쇼인여자학원                           | 백인일수                                        | 테루코           |      | 1971년   | |
| 高殿のぼる      | 8월 31일  | 교토부 교토시              | 세이카여자고등학교                     | 지인이 명명                                     | 톤코, 모코짱     |      | 1970년   | |
| 타카도노 노보루 | 8월 31일  | 교토부 교토시              | 세이카여자고등학교                     | 지인이 명명                                     | 톤코, 모코짱     |      | 1970년   | |
| 瀧ちなみ        | 12월 24일 | 아이치현                   | 가마고리시립중학교                     | 시라이 테츠조가 명명                            | 놋페짱           |      | 1972년   | |
| 타키 치나미     | 12월 24일 | 아이치현                   | 가마고리시립중학교                     | 시라이 테츠조가 명명                            | 놋페짱           |      | 1972년   | |
| 多麻可津美      | 7월 5일   | 도쿄도                     | 니혼바시죠가쿠칸고등학교               | 이케다 야사부로가 명명                          | 스우, 스우타로   |      | 1974년   | 남편 프로야구선수 이토 이사오                                                                                    |
| 타마 카즈미     | 7월 5일   | 도쿄도                     | 니혼바시죠가쿠칸고등학교               | 이케다 야사부로가 명명                          | 스우, 스우타로   |      | 1974년   | 남편 프로야구선수 이토 이사오                                                                                    |
| 玉梓真紀        | 8월 15일  | 도쿄도 스기나미구          | 시라유리가쿠엔                         | 언니의 예명                                     | 유미짱, 민미     |      | 1979년   | 언니 타마즈사 루미 (46)                                                                                          |
| 타마즈사 마키   | 8월 15일  | 도쿄도 스기나미구          | 시라유리가쿠엔                         | 언니의 예명                                     | 유미짱, 민미     |      | 1979년   | 언니 타마즈사 루미 (46)                                                                                          |
| 千城みのる      | 4월 15일  | 효고현 히메지시            | 타치바나중학교                         | 출신지 히메지에서 따옴                          | 테루짱, 오테루   |      | 1971년   | |
| 치시로 미노루   | 4월 15일  | 효고현 히메지시            | 타치바나중학교                         | 출신지 히메지에서 따옴                          | 테루짱, 오테루   |      | 1971년   | |
| 月笛真由美      | 6월 27일  | 오사카부 오사카시 미나미구 | 아사요가오카고등학교                   |                                                 | 삿코             |      | 1976년   | |
| 츠키부에 마유미 | 6월 27일  | 오사카부 오사카시 미나미구 | 아사요가오카고등학교                   |                                                 | 삿코             |      | 1976년   | |
| 豊旗あかね      | 10월 15일 | 아이치현 나고야시          | 텐파쿠중학교                           | 존경하는 선생님이 명명                          | 후미짱           |      | 1971년   | |
| 토요하타 아카네 | 10월 15일 | 아이치현 나고야시          | 텐파쿠중학교                           | 존경하는 선생님이 명명                          | 후미짱           |      | 1971년   | |
| 奈緒ひろき      | 1월 8일   | 도쿄도 세타가야구          | 오유가쿠엔                             |                                                 | 나오짱           | 여역 | 1977년   | |
| 나오 히로키     | 1월 8일   | 도쿄도 세타가야구          | 오유가쿠엔                             |                                                 | 나오짱           | 여역 | 1977년   | |
| 那岐みはる      | 6월 20일  | 오사카부 미노오시          | 바이카고등학교                         | 가족이 고안                                     | 카코짱           |      | 1972년   | |
| 나기 미하루     | 6월 20일  | 오사카부 미노오시          | 바이카고등학교                         | 가족이 고안                                     | 카코짱           |      | 1972년   | |
| 夏照子          | 8월 23일  | 효고현 니시노미야시        | 니가와가쿠인                           | 생월 (8월)에서 따옴                             | 가타짱, 유우짱   |      | 1975년   | 언니 야마자토 마사리 (51)                                                                                        |
| 나츠 테루코     | 8월 23일  | 효고현 니시노미야시        | 니가와가쿠인                           | 생월 (8월)에서 따옴                             | 가타짱, 유우짱   |      | 1975년   | 언니 야마자토 마사리 (51)                                                                                        |
| 夏草三千代      | 3월 18일  | 오사카부                   | 시텐노지가쿠엔                         | 아버지가 명명                                   | 밋코             |      | 1973년   | |
| 나츠구사 미치요 | 3월 18일  | 오사카부                   | 시텐노지가쿠엔                         | 아버지가 명명                                   | 밋코             |      | 1973년   | |
| 名鶴加代        | 2월 22일  | 아이치현 나고야시          | 킨죠가쿠인고등학교                     | 출신지에서 따옴                                 | 카요             |      | 1972년   | 동생 나즈루 히토미 (56)                                                                                          |
| 나즈루 카요     | 2월 22일  | 아이치현 나고야시          | 킨죠가쿠인고등학교                     | 출신지에서 따옴                                 | 카요             |      | 1972년   | 동생 나즈루 히토미 (56)                                                                                          |
| 波路千尋        | 9월 21일  | 도쿄도                     | 오오츠마고등학교                       | 존경하는 선생님이 명명                          | 케이코짱, 카시코 |      | 1972년   | |
| 나미지 치히로   | 9월 21일  | 도쿄도                     | 오오츠마고등학교                       | 존경하는 선생님이 명명                          | 케이코짱, 카시코 |      | 1972년   | |
| 野路きくみ      | 2월 15일  | 도쿄도                     | 미와다가쿠엔                           | 지인이 명명                                     | 셋짱             |      | 1972년   | |
| 노지 키쿠미     | 2월 15일  | 도쿄도                     | 미와다가쿠엔                           | 지인이 명명                                     | 셋짱             |      | 1972년   | |
| 浜名ひろみ      | 6월 21일  | 시즈오카현 하마마츠시      | 세이엔죠시가쿠엔                       | 존경하는 선생님이 명명                          | 마-짱            |      | 1973년   | |
| 하마나 히로미   | 6월 21일  | 시즈오카현 하마마츠시      | 세이엔죠시가쿠엔                       | 존경하는 선생님이 명명                          | 마-짱            |      | 1973년   | |
| 日彩まき        | 1월 22일  | 오사카부                   | 오사카부립시마카미고등학교             | 가족이 고안                                     | 마키짱           |      | 1971년   | |
| 히이로 마키     | 1월 22일  | 오사카부                   | 오사카부립시마카미고등학교             | 가족이 고안                                     | 마키짱           |      | 1971년   | |
| 美城るみ        | 6월 25일  | 히로시마현                 | 쿠레미츠타고등학교                     | 가족이 고안                                     | 루미짱           |      | 1972년   | |
| 비죠 루미       | 6월 25일  | 히로시마현                 | 쿠레미츠타고등학교                     | 가족이 고안                                     | 루미짱           |      | 1972년   | |
| 日向葵          | 7월 26일  | 카나가와현                 | 다이토가쿠엔                           | 가족이 고안                                     | 나마짱           |      | 1971년   | |
| 휴가 아오이     | 7월 26일  | 카나가와현                 | 다이토가쿠엔                           | 가족이 고안                                     | 나마짱           |      | 1971년   | |
| 星里未子        | 2월 2일   | 도쿄도                     | 카와무라가쿠엔                         | 본명                                            | 리미코짱         | 여역 | 2003년   | |
| 호시 리미코     | 2월 2일   | 도쿄도                     | 카와무라가쿠엔                         | 본명                                            | 리미코짱         | 여역 | 2003년   | |
| 牧原なおき      | 8월 15일  | 오사카부 토요나카시        | 이바라키고등학교                       | 너그러운 솔직한 마음을 잃지 않도록              | 탄나카           |      | 1977년   | |
| 마키하라 나오키 | 8월 15일  | 오사카부 토요나카시        | 이바라키고등학교                       | 너그러운 솔직한 마음을 잃지 않도록              | 탄나카           |      | 1977년   | |
| 真月みさと      | 4월 29일  | 오사카부 오사카시          | 무코가와가쿠인 고등부                  | 가족이 고안                                     | 오기짱           |      | 1970년   | |
| 마즈키 미사토   | 4월 29일  | 오사카부 오사카시          | 무코가와가쿠인 고등부                  | 가족이 고안                                     | 오기짱           |      | 1970년   | |
| 麻里亜星子      | 3월 24일  | 치바현                     | 와요여자대학부속고쿠부다이고등학교     | 사촌언니가 명명                                 | 세이코짱         |      | 1973년   | |
| 마리아 세이코   | 3월 24일  | 치바현                     | 와요여자대학부속고쿠부다이고등학교     | 사촌언니가 명명                                 | 세이코짱         |      | 1973년   | |
| 美里景          | 3월 4일   | 카나가와현 후지사와시      | 하고로모가쿠엔 고등부                  | 아름다운 풍경처럼 사랑받기를                    | 핀짱             |      | 1981년   | 미사토 케이 (みさとけい)로 개명 다카라즈카 수험스쿨 주재                                                         |
| 미사토 케이     | 3월 4일   | 카나가와현 후지사와시      | 하고로모가쿠엔 고등부                  | 아름다운 풍경처럼 사랑받기를                    | 핀짱             |      | 1981년   | 미사토 케이 (みさとけい)로 개명 다카라즈카 수험스쿨 주재                                                         |
| 水城ゆたか      | 11월 17일 | 도쿄도                     | 제1중학교                              | 가족이 고안                                     | 츠-코, 오니이    |      | 1968년   | |
| 미즈키 유타카   | 11월 17일 | 도쿄도                     | 제1중학교                              | 가족이 고안                                     | 츠-코, 오니이    |      | 1968년   | |
| 瑞穂まり        | 9월 21일  | 쿠마모토현                 | 큐슈죠가쿠인                           | 큐슈에서 따옴                                   | 마리짱           |      | 1975년   | |
| 미즈호 마리     | 9월 21일  | 쿠마모토현                 | 큐슈죠가쿠인                           | 큐슈에서 따옴                                   | 마리짱           |      | 1975년   | |
| 美穂真咲        | 12월 23일 | 도쿄도 오오타구            | 다이토가쿠엔                           | 아름다운 이삭이 피도록, 아버지가 명명           | 삿짱             |      | 1978년   | |
| 미호 마사키     | 12월 23일 | 도쿄도 오오타구            | 다이토가쿠엔                           | 아름다운 이삭이 피도록, 아버지가 명명           | 삿짱             |      | 1978년   | |
| 矢代鴻          | 12월 1일  | 오사카부 오사카시          | 스미요시가쿠엔                         |                                                 | 시비             | 남역 | 2008년   | 후에 여역 전환                                                                                                   |
| 야시로 코우     | 12월 1일  | 오사카부 오사카시          | 스미요시가쿠엔                         |                                                 | 시비             | 남역 | 2008년   | 후에 여역 전환                                                                                                   |
| 立ともみ        | 11월 27일 | 효고현 다카라즈카시        | 히바리가오카가쿠엔 고등부              | 독립, 자립의 의미                               | 토모미           | 남역 | 2007년   | 엄마 스마 이소코 (17) 1997년 ~ 2002년 츠키구미 조장                                                              |
| 리츠 토모미     | 11월 27일 | 효고현 다카라즈카시        | 히바리가오카가쿠엔 고등부              | 독립, 자립의 의미                               | 토모미           | 남역 | 2007년   | 엄마 스마 이소코 (17) 1997년 ~ 2002년 츠키구미 조장                                                              |
| 涼千夏          | 4월 19일  | 도쿄도                     | 후지고등학교                           | 자신이 고안                                     | 쿄코짱, 키이     |      | 1972년   | 동생 료 미오 (63)                                                                                                |
| 료 치나츠       | 4월 19일  | 도쿄도                     | 후지고등학교                           | 자신이 고안                                     | 쿄코짱, 키이     |      | 1972년   | 동생 료 미오 (63)                                                                                                |